# 高部道平
高部道平（たかべ どうへい、1882年（明治15年）7月 - 1951年（昭和26年）10月19日）は、囲碁の棋士。東京出身、方円社に学んだ後、本因坊秀栄門下となる。中国などとの囲碁交流を積極的に実施。裨聖会、棋正社などを結成。棋正社八段、棋正社分裂後に名人を名乗った。

## 経歴

### 訪中まで
豊橋藩士高部栄太郎の三男として東京に生まれる。16歳の時に碁を覚え、方円社に学ぶが、石見、九州、北海道、東北など諸国を巡り、名古屋で十五世井上因碩、高崎泰策との数十番の対局などによりめざましく技量向上。1903年（明治36年）に田村保寿の紹介で本因坊秀栄に入門し、飛び付き四段を許される。本因坊門下において野沢竹朝とともに新聞手合などで活躍した。
1907年に秀栄が没すると、田村と雁金準一の跡目争いでは田村を支持。1909年（明治42年）に2代目中川亀三郎（石井千治）らによる囲碁同志会に加盟。この年に朝日新聞の企画で、段位を取る前の瀬越憲作と向先で対局し4目負。1912年五段。1918年六段。
1909年から翌10年にかけて、朝鮮、満州を経て清国を訪問し、在留していた棋士中島比多吉初段が交流のあった段祺瑞の紹介で、当時中国最強であった張樂山、汪雲峰と対局、この2名とは向二子の手合になった。この時高部は、自分は本因坊に二子であり、日本のレベルの高いことを説いた。続いて段祺瑞の友人の楊士琦が南京から呼んだ金明齋、林詒書、王彦青、陳子俊らにも向二子とした。また中国では黒白2子ずつを盤上に置いてから対局開始する事前置き石制による対局が行われていたが、この時から日本で行われている自由布石法を取り入れるようになった。
続いて1911年には朝鮮京城に滞在し、そこから12年には台湾を訪問して帰国。その後も段からの招待で、1912年、15年、17年と訪中。1919年には、本因坊秀哉、広瀬平治郎、瀬越憲作、岩本薫の一行とともに訪中するなど、日中交流および中国のレベル向上に寄与した。また高部との対局で刺激を受けた中国棋士達が、後に少年時代の呉清源を育てる役割も果たしている。

### 棋正社設立
1922年（大正11年）に方円社の雁金準一、鈴木為次郎、瀬越憲作、岩佐銈（後に不参加）とともに裨聖会設立。これにより碁界は、秀哉名人率いる中央棋院、方円社、裨聖会の三派鼎立となり、碁界大合同が望まれるようになる。高部は財閥の大倉喜七郎男爵にその援助を依頼し、応諾を取り付けて秀哉、方円社長岩佐銈を説得した。この機運の中、1923年8月に行われた玄素混合16名による大連碁には、秀哉、井上因碩、加藤信（方円社）らと共に、裨聖会から参加。1924年3月の碁界合同問題基礎協議午餐会を始めとする各種協議会に、大倉喜七郎、秀哉、雁金準一らと並び出席。7月に大合同による日本棋院設立に至った。
この直後から高部は棋院副総裁大倉喜七郎の支援で訪中し、帰国後の10月、報知新聞社と雁金準一、鈴木為次郎、加藤信、小野田千代太郎、高部の5名により棋戦を行うという契約をする。これは日本棋院の棋譜は新聞社には抽選で提供されるという規定に反発したものだが、個人契約も日本棋院の規約違反であり、5名は日本棋院を除名となり、新たに棋正社を結成した。しかし1926年に鈴木、加藤が脱退して日本棋院に復帰し、棋正社は3名となって危機を迎える。ここで棋正社は読売新聞を通じて、日本棋院との間で院社対抗戦（正式名称は日本棋院対棋正社敗退手合）を開始する。これにおいて高部は2勝8敗、棋正社としても途中から野沢竹朝の加入を仰いだものの14勝26敗2持碁となった。
それからは棋正社としての大きな活動は無いが、1930年に雑誌「碁」を創刊。1933年に雁金と高部の八段昇段を発表、これに大倉喜七郎は日本棋院の棋士達に棋正社打倒を呼びかけたが、本因坊秀哉以下は消極的であったため立ち消えになった。1940年に『中央公論』誌で佐藤垢石が「囲碁栄華物語」で高部の技量は六段の値打ちもないと書いたのに対して名誉毀損で訴訟を起こした。1941年、高部と対立した雁金が門下一同で離脱して瓊韻社を設立し、棋正社は高部一人となる。
その後、高部は名人昇格の発表などするが、1951年に死去。碁界の離散集合を多々主導したことで策士とも評され、中国では交流活動が評価されている。碁については、形はいいが力が弱いとの呉清源評がある。

## 著作
- 『大衆囲碁講座』平凡社 1930年（雁金準一と共著）
- 『定石活用囲碁聖典』金竜堂 1934年
- 『図解 囲碁入門』金竜堂 1936年
- 『碁の定石と手所』金竜堂 1941年
- 『碁道史談叢』創藝社 1944年